# Harley Race
Harley Leland Race (Quitman (Missouri), 11 april 1943 - 1 augustus 2019) was een Amerikaans professioneel worstelaar en promotor die actief was in de National Wrestling Alliance (NWA), American Wrestling Association (AWA), World Wrestling Federation (WWF) en World Championship Wrestling (WCW).

## In worstelen
- Afwerking en kenmerkende bewegingen
  - Belly to belly suplex
  - Bridging cradle suplex
  - Diving headbutt
  - Piledriver
  - Battering ram
  - High knee
  - Scoop slam

- Managers
  - Bobby Heenan

## Prestaties
- All Japan Pro Wrestling
  - NWA United National Championship (1 keer)
  - NWA World Heavyweight Championship (2 keer)
  - PWF World Heavyweight Championship (1 keer)

- All Star Pro-Wrestling (Nieuw-Zeeland)
  - NWA World Heavyweight Championship (1 keer)

- American Wrestling Association
  - AWA World Tag Team Championship (3 keer met Larry Hennig)

- Cauliflower Alley Club
  - Iron Mike Mazurki Award (2006)

- Central States Wrestling
  - NWA Central States Heavyweight Championship (9 keer)
  - NWA North American Tag Team Championship (1 keer) met Roger Kirby)
  - NWA World Heavyweight Championship (1 keer)

- Championship Wrestling van Florida
  - NWA Florida Tag Team Championship (3 keer; 2x met Roger Kirby en 1x met Bob Roop)
  - NWA Southern Heavyweight Championship (1 keer)
  - NWA United States Heavyweight Championship (1 keer)
  - NWA World Heavyweight Championship (1 keer)

- Continental Wrestling Association
  - NWA Mid-America Heavyweight Championship (2 keer)

- Eastern Sports Association
  - IW North American Heavyweight Championship (1 keer)

- Georgia Championship Wrestling
  - NWA Georgia Heavyweight Championship (1 keer)
  - NWA Macon Tag Team Championship (1 keer met Buddy Colt)
  - NWA World Heavyweight Championship (1 keer)

- Maple Leaf Wrestling
  - NWA World Heavyweight Championship (1 keer)

- National Wrestling Alliance
  - NWA Hall of Fame (Class of 2005)

- Pro Wrestling Illustrated
  - PWI Match of the Year (1973) vs. Dory Funk Jr. op 24 mei
  - PWI Match of the Year (1979) vs. Dusty Rhodes op 21 augustus
  - PWI Match of the Year (1983) vs. Ric Flair op 10 juni
  - PWI Stanley Weston Award (2006)
  - PWI Wrestler of the Year (1979 en 1983)

- Professional Wrestling Hall of Fame and Museum
  - Class of 2004

- St. Louis Wrestling Club
  - NWA Missouri Heavyweight Championship (7 keer)
  - NWA World Heavyweight Championship (1 keer)

- Stampede Wrestling
  - Stampede North American Heavyweight Championship (1 keer)
  - Stampede Wrestling Hall of Fame

- St. Louis Wrestling Hall of Fame
  - (Class of 2007)

- World Championship Wrestling (Australië)
  - IWA World Tag Team Championship (1 keer met Larry Hennig)

- World Championship Wrestling
  - WCW Hall of Fame (Class of 1994)

- World Wrestling Association
  - WWA World Heavyweight Championship (1 keer)

- World Wrestling Council
  - WWC Caribbean Heavyweight Championship (1 keer)

- World Wrestling Federation / World Wrestling Entertainment
  - King of the Ring (1986)
  - Sam Muchnick Memorial Tournament (1986) in St. Louis (Missouri) op 29 augustus
  - Slammy Award
    - "Best Ring Apparel" (1987)

  - WWE Hall of Fame (Class of 2004)

- Wrestling Observer Newsletter awards
  - Wrestler of the Year (1980, 1981)
  - Match of the Year (1983) vs. Ric Flair op Starrcade
  - Wrestling Observer Newsletter Hall of Fame (Class of 1996)